# Comité national olympique du Soudan du Sud
Le Comité olympique national sud-soudanais est le comité national olympique représentant le Soudan du Sud. Il est créé et reconnu par le Comité international olympique le 2 août 2015, lors de sa 128e session. Il devient alors le 206e comité national olympique et le 54e comité de l'Association des comités nationaux olympiques d'Afrique (ACNOA).
Le pays participe pour la première fois aux Jeux olympiques en 2016, à Rio de Janeiro. En 2012, le pays défilait sous la bannière olympique.